# Спайкер, Майкл Скотт
Майкл Скотт Спайкер (англ. Michael Scott Speicher, [ˈspaɪkər]; 12 июля 1957 — 17 января 1991) — американский военный лётчик, капитан второго ранга ВМС США, погибший в первую ночь войны в Персидском заливе. Самолёт F/A-18 Hornet Спайкера был поражён ракетой, выпущенной иракским истребителем МиГ-25 над пустыней в провинции Анбар на западе Ирака — это была первая потеря международной коалиции в этой войне. В 2002 году, в преддверии Иракской войны, американские власти настаивали на том, что Спайкер выжил и находится в плену. Останки Спайкера, всё-таки погибшего вместе с самолётом, были обнаружены и возвращены в США в 2009 году.

## Биография и гибель
Спайкер родился в Канзас-Сити, штат Миссури, в 1957 году. В школьные годы семья переехала в Джэксонвилл (Флорида). В 1980 году Спайкер закончил Университет штата Флорида по специальности «управление бизнесом». После учёбы Спайкер поступил на службу в ВМС США, где прошёл подготовку лётчика палубной авиации. На момент смерти 33-летний Спайкер имел воинское звание лейтенант-коммандера (капитан 3-го ранга). В конце 1990 года Спайкер служил в эскадроне VFA-81 («Sunliners»), на тот момент входившем в Семнадцатое крыло палубной авиации и управлял самолётом F/A-18 Hornet, размещённым на борту авианосца USS Saratoga (CV-60).
Операция «Буря в пустыне» началась в ночь с 16 на 17 января 1991 года. В первые часы после начала вторжения Спайкер на истребителе-бомбардировщике F/A-18 вылетел с борта «Саратоги» в Красном море и направился на северо-запад в сторону Багдада. Вскоре после входа в воздушное пространство Ирака самолёт Спайкера взорвался. Это произошло над пустыней на территории провинции Анбар в западном Ираке, вдали от любого человеческого жилья. Министр обороны США Дик Чейни публично объявил о гибели Спайкера — первой потере США в войне — по телевидению в прямом эфире. В первые годы после потери командование ВМС США настаивало на том, что самолёт Спайкера был поражён с земли зенитной ракетой. Рассекреченный отчёт ЦРУ 2001 года, однако, заявлял, что Спайкер был сбит ракетой «воздух-воздух», возможно, выпущенной иракским истребителем МиГ-25. Это был единственный самолёт международной коалиции, сбитый в первую ночь операции «Буря в пустыне».

## Послевоенные поиски
После окончания военных действий среди освобождённых Ираком живых военнопленных или выданных тел погибших Спайкера не оказалось. Поскольку место падения обломков самолёта не было найдено, а точная информация о судьбе пилота отсутствовала, Спайкеру был присвоен статус «пропал без вести в бою, тело не возвращено» (англ. missing in action, body not recovered). В марте 1991 года американцы и иракцы обсуждали передачу останков американского лётчика, которого иракская сторона называла «Микелем» — из-за принятой за имя и неправильно переведённой надписи McDonnell Douglas на пряжке ремня. Американская сторона при запросе ошибочно указала местом гибели Спайкера юг страны, а не запад, что затрудняло поиски настоящих останков. Вероятно, «Микель» был пилотом штурмовика A-10, тоже сбитого во время войны; его останки, находившиеся в больнице Басры, были утеряны во время шиитского восстания. Ирак, стремясь как можно раньше завершить обмен телами погибших, под видом «Микеля» передал США небольшой фрагмент какого-то неизвестного тела. ДНК-экспертиза в конечном счёте не подтвердила его принадлежность Спайкеру. В мае 1991 года статус Спайкера был изменён на «погиб в бою» (англ. killed in action). Запутанная история с подменой останков «Микеля» могла позднее породить слухи о том, что Ирак удерживает в плену живого американского лётчика.
В декабре 1993 года группа катарских военных на соколиной охоте в западном Ираке наткнулась в пустыне на обломки американского самолета. Один из этих охотников передал фотографии и несколько фрагментов обломков в посольство США в Катаре — их идентифицировали по серийным номерам как фрагменты F/A-18 Спайкера. Руководитель аналитического подразделения по вопросам пленных и пропавших без вести разведывательного управления Министерства обороны США Томас Браун позже предполагал, что иракские военные нашли место крушения сами, но из страха, что их обвинят в сокрытии тела, привели к этому месту катарцев. Место крушения также обнаружили на спутниковых снимках. Американские военные планировали отправить туда группу тайно, без согласования с иракскими властями, но в итоге сочли такой план рискованным и отправили официальный запрос о посещении и раскопках места крушения через Международный Красный Крест. Из-за бюрократических проволочек эта поездка состоялась только в 1995 году. Согласно заявлению этой группы, тысячи обломков взорвавшегося самолёта были рассеяны по большой площади. Останков Спайкера найти не удалось, хотя группа, следуя указаниям подростка-бедуина, нашла в песке часть лётного комбинезона, фрагменты кресла, фальшфейеры и обломки спасательного плота. Американские специалисты не доверяли сопровождавшим их иракским чиновникам и покинули место крушения в убеждении, что их обманывают.

## Кампания 2002 года
В январе 2001 года министр военно-морских сил США изменил статус Спайкера с «погиб в бою» на «пропал без вести». Американские политики и военные в это время — в преддверии нового вторжения — утверждали, что Спайкер не погиб при взрыве самолёта, а катапультировался. В марте 2002 года был опубликован рассекреченный отчёт американской разведки, предполагавший, что Спайкер мог быть захвачен в плен иракцами и всё ещё жив. С изменением статуса Спайкеру было присвоено звание коммандера (капитан 2-го ранга). Президент США Джордж Буш — младший на вопросы журналистов о пропавшем лётчике заявил, что возможная судьба Спайкера напоминает ему о «природе Саддама Хусейна». Судьба Спайкера стала предметом публикаций крупнейших американских СМИ. В июле 2002 года Спайкеру — как находящемуся в плену — присвоили очередное воинское звание капитана (капитан 1-го ранга). 11 октября 2002 года, вскоре после совместной резолюции Конгресса США о разрешении применить военную силу в Ираке, статус Спайкера изменили ещё раз — уже на «пропал без вести, находится в плену» (англ. missing-captured).
Министерство обороны со ссылкой на группу, обследовавшую место крушения в 1995 году под эгидой Международного Красного Креста, заявляло на этот раз, что специалисты не нашли среди обломков ни костей, ни кресла пилота. Утверждалось, что на лётном комбинезоне, найденном с помощью бедуинов, не было ни повреждений от взрыва, ни приставшей земли, и что кабина самолёта якобы была «умело разобрана» человеческими руками. В американской прессе со ссылкой на некий иракский источник сообщали, что Спайкер содержится в тюрьме, что он хромает и у него шрамы на лице. Семья и друзья Спайкера организовали кампанию в поддержку его возвращения — Friends Working to Free Scott Speicher. Они, полагаясь на заверения государственных чиновников, по крайней мере трижды были уверены, что Спайкер вот-вот вернётся домой. Местонахождение «пленного» Спайкера в Ираке было неизвестным — его якобы постоянно переводили между множеством мест заключения. Аналитик разведывательного управления Министерства обороны США Томас Браун в 2009 году предполагал, что разведка намеренно убеждала президента Буша в том, что у Саддама Хусейна есть живой заложник-американец, чтобы Буш не пытался отдать приказ об устранении иракского лидера. Тем не менее, Буш использовал информацию о Спайкере как ещё один аргумент в пользу того, что Саддама надо свергнуть. В своей речи перед Генеральной ассамблеей ООН 12 сентября 2002 года среди обвинений в адрес режима Саддама Хусейна Буш упомянул «одного американского лётчика», которого якобы держат в плену в Ираке. Буш не назвал имя лётчика, но подразумевался, по-видимому, Спайкер.
После завершения Иракской войны и американской оккупации Ирака Спайкер среди заключённых иракских тюрем найден не был. В апреле 2003 года представитель Пентагона заявил прессе, что в багдадской тюрьме Хакмия на стене одной из камер вырезаны буквы, напоминающие инициалы «MSS» — как доказательство того, что Майкл Скотт Спайкер в какой-то момент там находился. Съемочная группа CNN засняла стену с этими вырезанными буквами на видео. Американцы расследовали и другие иракские источники информации о судьбе Спайкера, но признали их «намеренно не соответствующими действительности». Американские военные нашли ещё несколько подобных надписей в разных местах Ирака — например, на балке в гараже в Тикрите. Они вырезали эти части стен и балок и отправляли в США на исследование. Специалисты Смитсоновского института в конечном счёте сочли знак из Тикрита меткой иракской религиозной группы — его делали особыми священными чернилами, к которым американский пленник не мог бы иметь доступа. ДНК-анализ человеческих останков из тюрьмы Хакмия не дал совпадений с ДНК Спайкера.

## Обнаружение тела и похороны
10 марта 2009 года министр военно-морских сил США объявил об изменении статуса Спайкера с «пропал без вести, может находиться в плену» (англ. missing-captured) обратно на «пропал без вести в бою» (англ. missing in action). 2 августа 2009 года ВМС объявили, что солдаты 3-го батальона 3-го полка морской пехоты США западной группировки многонациональных сил в Ираке обнаружили останки Спайкера. Ранее в июле 2009 года к морским пехотинцам обратился местный житель, «шейх», который, в свою очередь, указал на двух других иракцев — свидетелей гибели самолета в январе 1991 года. Один из этих свидетелей сообщил, что группа бедуинов нашла тело Спайкера сразу после крушения и похоронила здесь же рядом. Благодаря указаниям этого свидетеля останки лётчика были найдены. Это было то же самое место крушения, которое американские эксперты обследовали в 1995 году. На этот раз поиски были гораздо более кропотливыми: 100 человек с использованием бульдозеров и экскаваторов раскопали в пустыне участок, эквивалентный по площади четырём футбольным полям. Им удалось найти ещё один фрагмент лётного комбинезона и части скелета — как минимум, челюсть.
Находки были перевезены на авиабазу ВВС США Довер, где ими занимались эксперты из бюро медицинской экспертизы, подведомственного Институту патологоанатомии Вооружённых сил США. Зубо-ортодонтический анализ челюсти подтвердил, что она принадлежала Спайкеру. Это показал и анализ ДНК. Семья Спайкера официально выразила благодарность министерству обороны за непрекращавшиеся поиски, отметив, что теперь дело можно считать закрытым. При этом члены семьи в частном порядке выражали недоверие к результатам расследования и считали, что заявление о том, что Спайкер погиб в самолёте, не стыкуется с накопленными за предыдущие годы «доказательствами» того, что он жив. Лётчик Бадди Харрис, друг Спайкера, женившийся на его вдове, сообщал, что до войны 2003 года семья была всерьёз уверена, что Спайкер в плену, верила чиновникам и готовилась к его возвращению. По его мнению, теперь — в 2009 году — власти хотели лишь поставить точку в истории и закрыть дело.

## Увековечение памяти
- В честь Спайкера был назван теннисный центр Университета штата Флорида, построенный в 2003 году[2]. В 2018 году перед входом в центр был открыт мемориал — пьедестал с бронзовой копией шлема лётчика и памятной табличкой[23].
- Имя Спайкера в 2000-х годах носила американская военная база в районе иракского города Тикрит (бывшая иракская авиабаза Аль-Сахра, ныне база Маджид аль-Тамими)[24].